# یعقوب بن اسحاق اهوازی
یَعْقوب بن اِسْحاق دورَقی اَهْوازی معروف به اِبْن سِکّیت (۱۸۶ق – ۲۴۴ق؛ ۸۰۲ – ۸۵۸م)، از بزرگان اهل لغت و ادب و از شیعیان و یاران امام جواد و امام هادی  و از اعضای دارالحکمه بود.
دلیل نام‌گذاری‌اش به ابن سکیت، سکوت‌های طولانی پدرش بوده است. او از عالمان مهم علم نحو و ادبیات عرب است و مهمترین اثرش اصلاح المنطق نام دارد.
وقتی متوکل از او دربارهٔ مقایسه فرزندانش (المعتز بالله و المؤید بالله) با فرزندان علی سؤال کرد، او در پاسخ، گفت: قنبر غلام علی بن ابی طالب برتر از تو و فرزندانت است. همین امر باعث کشته شدن او به دستور متوکل شد.

## ولادت و کنیه
گفته شده ابن سکیت در سال ۱۸۶ق در دورق، (شهرستان شادگان کنونی) استان خوزستان به دنیا آمد و سپس همراه خانواده‌اش به بغداد رفت.
کنیه ابن سکیت، ابویوسف است. سکیت لقب اسحاق، پدر او بوده که اشاره به سکوت‌های طولانی او دارد.

## شخصیت و جایگاه علمی
عالمان شیعی، وی را از اصحاب امام جواد و امام هادی معرفی کرده‌اند که نزد آنان محترم بوده است. رجالیان شیعه او را ثقه و از بزرگان علم لغت و نحو دانسته و گفته‌اند هیچ طعنی دربارهٔ او نیست. افندی اصفهانی از ثعلب نقل کرده است که پس از ابن اعرابی کسی عالم‌تر از ابن سکیت به لغت نبود.
مدرس تبریزی نیز او را از بزرگان شعر و ادب و نحو و لغت و حامل علوم عربیه و ثقه دانسته است و گفته است که در شعر و علوم قرآنی تبحر داشت.

## چگونگی مرگ
بنا بر نقل منابع، وی در ۵ رجب سال ۲۴۴ق و در ۵۸ سالگی درگذشت. روایات در باب چگونگی وفات او متفاوت است. برخی می‌گویند: او به دلیل شیعه بودن کشته شده و در این باره به داستان سؤال و جواب او با متوکل اشاره کرده‌اند؛ ابن سکیت معلم فرزندان متوکل بود، روزی متوکل به او گفت: دو فرزند من «معتز» و «مؤید» نزد تو محبوب‌ترند یا حسنین فرزندان علی؟ ابن سکیت در پاسخ خلیفه عباسی گفت: به خدا سوگند قنبر خادم علی بن ابیطالب از دو فرزندت و پدر این دو نزد من بهتر است. متوکل سخت برآشفت و به کارگزارانش دستور داد تا زبانش را از پشت سرش بیرون بکشند. همچنین نقل شده غلامان متوکل به امر او ابن سکیت را زیر پا انداختند و شکمش را لگدمال کردند و به خانه‌اش بردند تا درگذشت.

## آثار
- إصلاح المنطق
- کتاب الالفاظ
- کتاب الأضداد
- کتاب الأمثال
- کتاب القلب و الإبدال
- کتاب النوادر